# اینهیس-مانگلاس
اینهیس-مانگلاس (به فرانسوی: Ainhice-Mongelos) یک کمون در فرانسه است که در Canton of Saint-Jean-Pied-de-Port واقع شده‌است.

## خصوصیات
اینهیس-مانگلاس ۱۰٫۳۰ کیلومترمربع مساحت و ۱۶۱ نفر جمعیت دارد و ۲۴۲ متر بالاتر از سطح دریا واقع شده‌است.